# Каджано, Роберт
Роберт Каджано (Каджиано, англ. Robert Caggiano; род. 7 ноября 1976, Бронкс, Нью-Йорк) — американский гитарист и продюсер, наиболее известен как гитарист групп Anthrax и Volbeat. Он был самым младшим среди участников группы Anthrax и самым младшим среди всех музыкантов большой четверки Трэш-Метала. Его первой группой была Boiler Room, сформированная в 1996 году. Группа привлекла внимание «Roadrunner Records» после разогрева на концерте группы Orgy в 1999 году. Спустя несколько задержек группа, в конечном счете, получила возможность записать свой дебютный альбом Can’t Breathe у «Tommy Boy Records». Однако в 2001 году группа распалась.

## Биография
Изначально Каджано играл в группе Anthrax с 2001 по 2005, но ушёл, потому что Anthrax воссоединился в классическом составе (Иэн-Белладонна-Спитц-Белло-Бенанте), и вернулся в 2007, после ухода Спитца и Белладонны. Он появляется в альбомах We've Come for You All и Worship Music, а также в сборнике Greater of Two Evils и в лайв-альбоме Music of Mass Destruction. Участвовал в выступлении большой четверки на концерте в Болгарии. Выступление в Болгарии было крупномасштабным и транслировалась на видео и эфир. Роб Каджано также известен как продюсер под псевдонимом «Scarp 60 Productions», прежде всего для продюсирования Cradle of Filth, Anthrax, и Jesse Malin, а также многих других известных метал / хард-рок групп. Кроме того, Роб является гитаристом и композитором группы The Damned Things, в которую входят Ян Скотт (Anthrax), Джо Троман и Энди Хёрли из Fall Out Boy, и Кейт Бакли (Everytime I Die). Дебютный альбом группы, записанный и спродюсированный Робом, был выпущен Island Records в декабре 2010. В январе 2013 года снова ушёл из Anthrax и присоединился к Volbeat. О своем решении уйти он говорил так: «Это чрезвычайно трудное и эмоциональное решение для меня, но мое сердце прямо сейчас направляет меня в другом направлении. Я всегда следовал своему сердцу во всем, что я делаю, и хотя это может быть одним из самых трудных решений, которые мне когда-либо приходилось принимать, в данный момент оно кажется мне правильным».

## Anthrax
| Дата выхода      | Название               | Лейбл                   | Позиция в чартах | Продажи в США |
| 6 мая 2003       | We've Come for You All | Sanctuary/Nuclear Blast | 122              |               |
| 13 сентября 2011 | Worship Music          | Megaforce/Nuclear Blast | 12               |               |

## Boiler Room
| Дата выхода | Название      | Лейбл                | Позиция в чартах | Продажи в США |
| 2000        | Can’t Breathe | Tommy Boy/Roadrunner |                  |               |

## The Damned Things
| Дата выхода | Название   | Лейбл   | Позиция в чартах | Продажи в США |
| 2010        | Ironiclast | Mercury |                  |               |

## Volbeat
| Дата выхода | Название                        | Лейбл             | Позиция в чартах | Продажи в США |
| 2013        | Outlaw Gentlemen & Shady Ladies | Vertigo/Universal |                  |               |

## Сборник Anthrax
- The Greater of Two Evils (2004)

## Концертные альбомы Anthrax
- Music of Mass Destruction (2004)

## Спродюсированные альбомы
- Cradle of Filth Nymphetamine (Grammy Nominated)
- Cradle of Filth «Thornography»
- Cradle of Filth Damnation and a Day
- Sahg «Sahg 2»
- Bleeding Through The Truth
- Jesse Malin «Glitter in The Gutter» (featuring Bruce Springsteen and Ryan Adams)
- Ill Niño One Nation Underground
- Ill Niño Revolution Revolución
- Machine Head «Supercharger Remix»
- Anthrax We’ve Come for You All
- Anthrax «The Greater Of Two Evils»
- Prong «Remix 2010»
- H20 «H20»
- The Agony Scene The Darkest Red
- A Life Once Lost Hunter
- Dry Kill Logic The Darker Side of Nonsense
- 36 Crazyfists Bitterness the Star
- Straight Line Stitch When Skies Wash Ashore
- Chthonic Mirror of Retribution
- Muzzy «Boathouse Sessions»
- The Drama Club «The Drama Club» EP 2008
- Anthrax Worship Music